# Hans Walzhofer
Johann Walzhofer detto Hans (Harburg, 23 marzo 1906 – Kaunerberg, 1º marzo 1970) è stato un calciatore austriaco, di ruolo attaccante.

## Carriera
Dopo aver giocato nello Jedlersdorfer Sportclub, nel 1926 si trasferisce ai rivali del Floridsdorfer AC, prima di passare al Wiener AC nella stagione seguente. Qui gioca la finale di Coppa d'Austria 1927-1928, persa per 1-2 dall'Admira, e nella stagione 1928-1929 è vice-capocannoniere della I. liga con 14 gol.
Nel novembre del 1927 esordisce anche in Nazionale, contro l'Italia, nella partita persa per 0-1. Dopo altre due presenze nell'anno seguente, ritornerà in Nazionale nel 1931. Fece parte della squadra "campione d'Europa" nel 1932.
Nel frattempo lascia il WAC per trasferirsi al Wacker, dove giocherà i suoi ultimi 15 anni di carriera. Come centravanti o ala sinistra, formò insieme a Karl Zischek una coppia importante e si piazzò altre due volte tra i primi tre marcatori stagionali. Questo permise al club di terminare per tre stagioni consecutive (1938-1939, 1939-1940 e 1940-1941) al secondo posto il campionato. Inoltre, nella Coppa di Germania 1939 il Wacker avanzò sino alla semifinale, poi persa contro il Waldhof Mannheim.
Si ritira prima della fine della seconda guerra mondiale, dopo aver segnato 178 gol in campionato.

## Palmarès

### Nazionale
- Coppa Internazionale: 1

1931-1932